# دونالد مكاي
دونالد مكاي هو سياسي كندي، ولد في 13 يناير 1836، وتوفي في 2 يناير 1895.